# Gerónimo Tomasetti
Gerónimo Tomasetti, nacido en Oncativo, Provincia de Córdoba, Argentina, es un futbolista que se desempeña como mediocampista central en el Ferro de la Primera Nacional.
Formado en las divisiones juveniles de Belgrano, hizo su debut oficial como titular ante San Martín de San Juan, en la fecha inicial del torneo Nacional B 2019-20.

## Estadísticas
Actualizado al 28 de octubre de 2024

| Belgrano Argentina                                                          | 2.ª           | 2019-20       | 2  | 0 | 0 | 0 | — | — | 2  | 0 | 0    |
| Belgrano Argentina                                                          | 2.ª           | 2020          | 0  | 0 | 0 | 0 | — | — | 0  | 0 | 0    |
| Belgrano Argentina                                                          | 2.ª           | 2021          | 16 | 0 | 0 | 0 | — | — | 16 | 0 | 0    |
| Belgrano Argentina                                                          | 2.ª           | 2022          | 6  | 0 | 2 | 0 | — | — | 8  | 0 | 0    |
| Belgrano Argentina                                                          | 1.ª           | 2023          | 5  | 0 | 1 | 0 | — | — | 6  | 0 | 0    |
| Belgrano Argentina                                                          | Total         | Total         | 29 | 0 | 3 | 0 | 0 | 0 | 32 | 0 | 0    |
| All Boys Argentina                                                          | 2.ª           | 2023          | 10 | 1 | 1 | 0 | — | — | 11 | 1 | 0.09 |
| All Boys Argentina                                                          | Total         | Total         | 10 | 1 | 1 | 0 | 0 | 0 | 11 | 1 | 0.09 |
| Ferro Argentina                                                             | 2.ª           | 2024          | 21 | 1 | — | — | — | — | 21 | 1 | 0.05 |
| Ferro Argentina                                                             | Total         | Total         | 21 | 1 | 0 | 0 | 0 | 0 | 21 | 1 | 0.05 |
| Total carrera                                                               | Total carrera | Total carrera | 60 | 2 | 4 | 0 | 0 | 0 | 64 | 2 | 0.03 |
| (1) La copa nacional se refiere a la Copa Argentina y Supercopa Argentina . |               |               |    |   |   |   |   |   |    |   |      |

## Palmarés

### Campeonatos nacionales
| Título           | Club     | País      | Año  |
| ---------------- | -------- | --------- | ---- |
| Primera Nacional | Belgrano | Argentina | 2022 |